# Mary Wesley
Mary Wesley CBE (eigentlich Mary Aline Mynors Farmar; * 24. Juni 1912 in Berkshire, Großbritannien; † 30. Dezember 2002 in Totnes, Devon) war eine spätberufene britische Schriftstellerin. Alle zehn ihrer keineswegs trivialen Gesellschaftsromane wurden Bestseller und machten sie zu einer der meistgelesenen Autorinnen im England der 1990er Jahre.

## Leben
Die Tochter eines britischen Colonels führte laut ihrer Biografie in ihrer Jugend ein relativ wildes, ausschweifendes Leben. In den 1930ern studierte sie an der London School of Economics Politikwissenschaft und Kulturanthropologie. Sie heiratete schließlich den Baron Charles Swinfen Eady, 2nd Baron Swinfen, mit dem sie zwei Söhne hatte. Nach dessen frühem Tod heiratete sie erneut. Aus dieser auf großer Zuneigung fußenden Ehe mit dem Autor Eric Siepmann entstammte ein weiterer Sohn. Als ihr zweiter Ehegatte an Parkinson erkrankte und 1970 starb, hatte sie im Jahr zuvor zwei Kinderromane veröffentlicht und blieb als Witwe nahezu vermögenslos zurück. Sie musste sich völlig neu erfinden, arbeitete bei den Samaritans, einer psychosozialen englischen Wohlfahrtsorganisation, und warf sich in ihrer Freizeit auf die Schriftstellerei. Eine enge Freundin bestärkte sie, die Ablehnungen der Verlage durchzustehen, bis James Hale vom Verlag Macmillan Publishers ihren Roman Jumping The Queue akzeptierte. Unter dem Titel Matildas letzter Sommer entstand daraus in der Bearbeitung von Andrea Czesienski und der Regie von Steffen Moratz ein Kriminalhörspiel, das der Deutschlandfunk Kultur produzierte und im April 2014 erstausstrahlte.
Ab 1983 veröffentlichte die damals 71-Jährige in rascher Folge ein weiteres Jugendbuch und zehn Romane für Erwachsene. Gefragt, warum sie mit 84 Jahren mit dem Schreiben von Romanen aufhöre, sagte sie: „Wenn du nichts mehr zu sagen hast, schweige lieber still.“ Bereits 1995 war sie zum Commander of the Order of the British Empire (CBE) ernannt worden. Im Jahr 2001 publizierte sie noch ein Sachbuch über das südwestliche England, Part of the Scenery , zu dem der Fotograf Kim Sayer die Bilder beisteuerte. In ihrem letzten Lebensjahr entschloss sie sich, eine Biografie über ihr bewegtes, ungewöhnliches Leben zu ermöglichen. Sie, die mit ihren 89 Jahren schon überwiegend bettlägerig war, traf sich über ein halbes Jahr mit dem Autor Patrick Marnham, übergab ihm zwei Schuhkartons mit persönlichen Briefen und Aufzeichnungen, erzählte ihr Leben und beantwortete seine Fragen. Das von ihr autorisierte Buch erschien unter dem Tiel Wild Mary, dem Spitznamen ihrer jungen Jahre, 2006 beim Chatto and Windus Verlag.

## Stilistik
Ihre Milieu-Schilderungen zeigten ein scharfes und kritisches Auge, das geschickt die Eigenheiten der englischen Mittelklasse mit Humor, Leidenschaft und Ironie analysiert und entgegen der viktorianischen Prüderie gewisse geschlechtliche und emotionale Werte hervorhebt. Ihre stilistische Herangehensweise mit expliziter Sexualität entzückte die Älteren und verblüffte die Jüngeren.
Ihr bekanntestes Buch The Camomile Lawn, das auf der Roseland Halbinsel in Cornwall spielt, wurde 1992 zur literarischen Vorlage einer Fernsehserie. Es handelt von dem schwierigen Leben dreier Familien im ländlichen England während des Zweiten Weltkrieges.

## Werke
Kinder- und Jugendromane
- Speaking Terms (1969)
- The Sixth Seal (1969)
  - Das 6. Siegel. Deutsch von Andreas Hierzenberger. Herder, Wien 1991, ISBN 3-210-25020-0.
- Haphazard House. 1983.
  - Das Geheimnis von Haphazard House. Aus dem Englischen von Lutz Brütt. Hille-Verlag, Hamburg

Romane
- Jumping The Queue. 1983.
  - Matildas letzter Sommer. Deutsch von Benjamin Schwarz. List, München 1992, ISBN 3-471-79147-7.
- The Camomile Lawn. 1984.
  - Die letzten Tage der Unschuld. Deutsch von Irene Rumler. List, München 1994, ISBN 3-471-79145-0.
- Harnessing peacocks (1985); -> brit. Fernsehfilm 1992.
  - Eine talentierte Frau. Deutsch von Angelika Felenda. DTV, München 1993, ISBN 3-423-11650-1.
- The Vacillations of Poppy Carew (1986); -> brit. Fernsehfilm 1995.
- Not That Sort of Girl. 1987.
  - Führe mich in Versuchung. Deutsch von Benjamin Schwarz.  List, München 1993, ISBN 3-471-79150-7.
- Second Fiddle. 1988.
  - Zweite Geige. Deutsch von Angelika Felenda. DTV, München 1992, ISBN 3-423-11531-9.
- A Sensible Life (1990)
  - Ein Leben nach Mass. Deutsch von Renate Orth-Guttmann. List, München 1991, ISBN 3-471-79144-2.
- A Dubious Legacy (1992)
  - Ein böses Nachspiel. Deutsch von Irene Rumler. List, München 1995, ISBN 3-471-79148-5.
- An Imaginative Experience. 1994.
  - Ein ganz besonderes Gefühl. Deutsch von Irene Rumler. List, München 1996, ISBN 3-471-79155-8.
- Part of the Furniture. 1997.
  - Zeit der Verirrung. Deutsch von Elfriede Peschel. List, München 1998, ISBN 3-471-79160-4.

Autobiographisches
- Part of the Scenery. 2001.
- Darling Pol : Letters of Mary Wesley and Eric Siepmann 1944–1967. 2017.

## Belege
1. 1 2  Obituary: Mary Wesley. In: The Guardian. 1. Januar 2003, abgerufen am 14. April 2018.
2. ↑  Kriminalhörspiel: Die Kunst, sich das Leben zu nehmen : Matildas letzter Sommer, Deutschlandfunk Kultur, abgerufen am 14. April 2018.
3. ↑  Wild Mary: a life of Mary Wesley, by Patrick Marnham, Rezension in The Independent vom 8. Juni 2006, abgerufen am 14. April 2018.

| Personendaten    | Personendaten                               |
| ---------------- | ------------------------------------------- |
| NAME             | Wesley, Mary                                |
| ALTERNATIVNAMEN  | Farmar, Mary Aline Mynors (wirklicher Name) |
| KURZBESCHREIBUNG | britische Schriftstellerin                  |
| GEBURTSDATUM     | 24. Juni 1912                               |
| GEBURTSORT       | Berkshire                                   |
| STERBEDATUM      | 30. Dezember 2002                           |
| STERBEORT        | Totnes                                      |